# Tansel Başer
Tansel Başer (né le 17 avril 1978 à Melbourne) est un footballeur australien. 
Il a joué pour le South Melbourne FC pour la Victorian Premier League.